# Saint-Antoine-sur-Richelieu
Saint-Antoine-sur-Richelieu är en kommun i provinsen Québec i Kanada. Den är belägen i regionen Montérégie, i den sydöstra delen av landet, 200 km öster om huvudstaden Ottawa.